# Digiforum

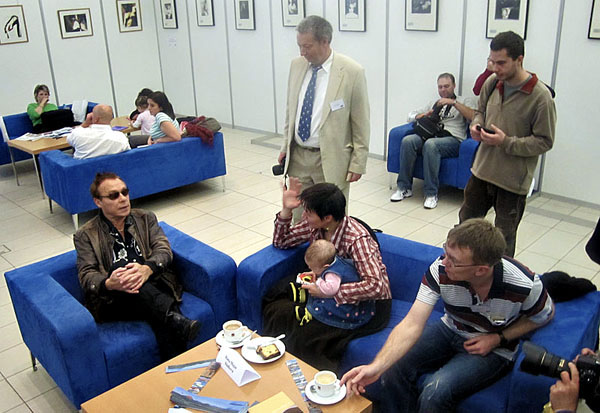
Jan Saudek, Hana Major Sládková, Jiří Růžek a Jiří Heller na Digiforu 2010

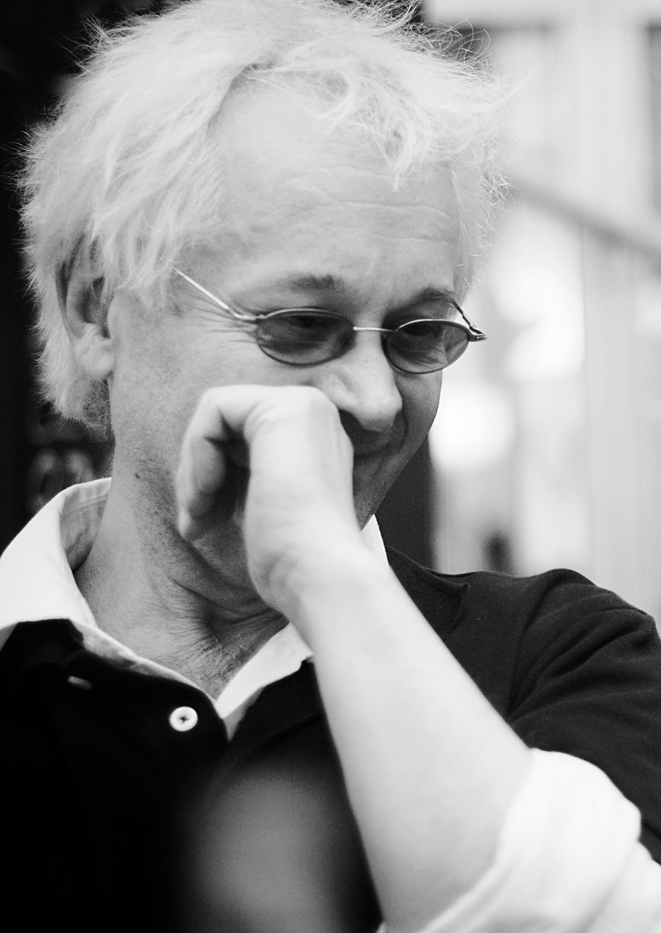
Robert Vano, 2010, foto: Jana Ehrenbergerová (roz. Jurčová)

Digiforum byl veletrh digitální fotografie a festival fotografie v České republice, jeho zakladatelem a pořadatelem byl Institut digitální fotografie, s.r.o.

## Historie
První Digiforum se konalo v roce 2002 v Kongresovém centru v Praze. Od 13. Digifora (4. listopadu 2008) se veletrh konal v pražském hotelu Clarion Congress Hotel Prague.
Program veletrhu se skládal z výstav, přehlídky nejnovější fototechniky, odborných workshopů a přednášek.
16. Digiforum (8. listopadu 2010) přineslo dvě novinky – paralelně probíhající veletrh Appleforum - přehlídku a přednášky, týkající se výhradně produktů Apple, a Café Foto - místo pro setkání a besedy návštěvníků s předními fotografy. 
17. Digiforum bylo poprvé dvoudenní akcí, proběhlo 5. – 6. listopadu 2011.

## Osobnosti
Digiforum každým rokem hostí řadu osobností české i světové fotografie.
výběr
- Bambi Cantrell
- Antonín Bina
- Katarína Brunclíková
- Vladimír Brunton
- Jan Březina
- Petra Doležalová
- Jan William Drnek
- Bohumil Eichler
- Jiří Heller
- Petr Klier
- Vladan Krumpl
- Antonín Malý
- Filip Molčan
- Ondřej Neff
- Daniel Petřina
- Karel Pobříslo
- Markéta Podhajská
- Martin Pustelník
- Kamil Rodinger
- Jiří Růžek
- Hana Růžičková
- Jan Saudek
- Roman Sejkot
- Hana Major Sládková
- Jaroslav Stehlík
- Josef Středa
- Petr Šálek
- Libor Špaček
- Robert Vano
- Karel Vepřík
- Daniel Vojtěch
- Miroslav Vojtěchovský
- František Weyda
- Luboš Wisniewski